# Puerta de Famagusta
La puerta de Famagusta es una de las entradas de la muralla del siglo XVI de Nicosia, capital de Chipre. Era la puerta principal de la urbe, conocida anteriormente como la porta Giuliana, o di sotto de la Corograffia, obra de Fra Stefano Lusignano. Esta construcción, de estilo veneciano, sigue la estructura de la puerta del Lazaretto de Candía, diseñada por Michele Sanmicheli a principios del siglo XVI.

## Descripción
Consiste en un paso abovedado a través de la muralla de la ciudad, con una cúpula esférica en su centro de once metros de diámetro. El pasaje es lo suficientemente amplio para que circulen dos vehículos y está iluminado por una abertura circular en el centro de la cúpula, al estilo del panteón de Roma. Flanqueando el pasillo parecen haber entradas a cámaras ahora bloqueadas. La entrada exterior forma un pequeño arco en el ángulo del aledaño bastión de Caraffa, en la actualidad algo deteriorado por la rotura de las piedras del arco y la desaparición de las puertas antiguas. En el lado interior de la estructura, frente a la ciudad, se encuentra la fachada principal.
El diseño general de esta pasarela es «adecuado» como entrada a una fortaleza. Se trata de una copia exacta de la Puerta del Lazaretto de Candía, de la que solo se diferencia en la dirección del pasaje abovedado central. De este modo, en el portal de Candía la cúpula forma una cámara central, donde se cruzan dos caminos en ángulo recto. En cambio, en Nicosia la ruta es recta. La puerta exterior, además de estar defendida por los cañones de los orecchione, probablemente era custodiada por un puente levadizo, cuyos vestigios no se preservan. Esta puerta de entrada veneciana es el elemento arquitectónico principal de la fortaleza. En un inicio recibió su nombre en honor a su arquitecto, Giulio Savorgnano, que trabajó también en las fortificaciones de Candía, lo que podría explicar la identidad del diseño de los portales de ambas fortalezas.

## Historia
Los venecianos erigieron la puerta en 1567, en el contexto de su dominio en Chipre. Formó parte de las entonces nuevas murallas de Nicosia y originalmente se llamó Porta Giuliani en honor a su arquitecto. Con la ocupación otomana de la ciudad, estos la restauraron en 1821 y añadieron un puesto de vigilancia en la puerta para detectar las posibles revueltas griegas.